# Wincenty Kępczyński
Wincenty Kępczyński (ur. 13 maja 1893 w Szczytnie zm. 12 maja 1955 w Płocku) – polski związkowiec i działacz socjalistyczny, samorządowiec II RP, poseł na Sejm II i III kadencji (1928–1935) oraz na Sejm Ustawodawczy (1947–1952). 

## Życiorys
W młodości pracował fizycznie u płockiego stelmacha oraz w fabryce maszyn rolniczych. W dwudziestoleciu międzywojennym działał jako związkowiec na terenie Płocka i okręgu (od 1917 pozostawał członkiem PPS). W 1919 wybrany zastępcą posła, mandat poselski uzyskał w wyborach 1928 i 1930 z okręgu Płock (w 1931 mandat unieważniono). Przez cały okres dwudziestolecia zasiadał w Radzie Miejskiej Płocka (od 1930 do 1934 pełnił obowiązki jej wiceprzewodniczącego, a od 1919 – ławnika). Działał w zarządzie Miast Polskich jako przedstawiciel Płocka. Podczas II wojny światowej w PPS-WRN, w 1940 aresztowany i wywieziony do KL Dachau, gdzie przebywał do 1945. Po powrocie do kraju wybrany szefem PPS w Płocku, działał również w OM TUR. Sprawował mandat radnego Miejskiego i Wojewódzkiej Rady Narodowej (w Płocku i Warszawie). W 1946 został odznaczony Złotym Krzyżem Zasługi. W 1947 uzyskał mandat poselski z okręgu Płock. W listopadzie 1948 usunięty z PPS podczas czystki przed zjednoczeniem z PPR.